# Trofeo Alfredo Binda-Comune di Cittiglio 2021
La 45.ª edición del Trofeo Alfredo Binda-Comune di Cittiglio fue una carrera de ciclismo de un día que se celebró el 21 de marzo de 2021 sobre un recorrido de 142,57 km con inicio en Cocquio-Trevisago y final en la ciudad de Cittiglio en Italia.
La carrera hizo parte del UCI WorldTour Femenino 2021 como competencia de categoría 1.WWT del calendario ciclístico de máximo nivel mundial siendo la segunda carrera de dicho circuito y fue ganada por la ciclista italiana Elisa Longo Borghini del equipo Trek-Segafredo. El podio lo completaron la neerlandesa Marianne Vos del equipo Jumbo-Visma y la danesa Cecilie Uttrup Ludwig del equipo FDJ Nouvelle Aquitaine Futuroscope.

## Equipos participantes
Tomaron parte en la carrera 22 equipos de los cuales 9 fueron equipos de categoría UCI Women's Team y 13 UCI Women's continental teams. Los equipos participantes fueron:
| translation for headoftableIII_translate index 58 not found (9)- Alé BTC Ljubljana - Canyon-SRAM Racing - FDJ-Nouvelle Aquitaine-Futuroscope - Liv Racing - Movistar Team - Team BikeExchange - Team DSM - SD Worx - Trek-Segafredo UCI Women's continental teams (3)- Ceratizit-WNT Pro Cycling - Cogeas-Mettler-Look Pro Cycling Team - Team Tibco-Silicon Valley Bank Unknown team category (10)- A.R. Monex - Jumbo-Visma - Parkhotel Valkenburg - Aromitalia-Basso Bikes-Vaiano - BePink - Born To Win-G20-Ambedo - Isolmant-Premac-Vittoria - Servetto-Makhymo-Beltrami TSA - Top Girls Fassa Bortolo - Valcar-Travel & Service |
| |

## Clasificaciones finales
Las clasificaciones finalizaron de la siguiente forma:

### Clasificación general
| \| Clasificación general \| Clasificación general \| Clasificación general \| Clasificación general \| Clasificación general \| \| Ciclista \| Ciclista \| Equipo \| Tiempo \| \| \| --------------------- \| --------------------- \| ---------------------------------- \| --------------------- \| --------------------- \| \| 1.ª \| Elisa Longo Borghini \| Trek-Segafredo \| 3 h 43 min 29 s \| \| \| 2.ª \| Marianne Vos \| Jumbo-Visma Women Team \| + 1 min 42 s \| \| \| 3.ª \| Cecilie Uttrup Ludwig \| FDJ-Nouvelle Aquitaine-Futuroscope \| + 1 min 42 s \| \| \| 4.ª \| Katarzyna Niewiadoma \| Canyon-SRAM Racing \| + 1 min 42 s \| \| \| 5.ª \| Soraya Paladin \| Liv Racing \| + 1 min 42 s \| \| \| 6.ª \| Mavi García \| Alé BTC Ljubljana \| + 1 min 42 s \| \| \| 7.ª \| Elisa Balsamo \| Valcar-Travel & Service \| + 2 min 46 s \| \| \| 8.ª \| Sofia Bertizzolo \| Liv Racing \| + 2 min 46 s \| \| \| 9.ª \| Emilia Fahlin \| FDJ-Nouvelle Aquitaine-Futuroscope \| + 2 min 46 s \| \| \| 10.ª \| Floortje Mackaij \| Team DSM \| + 2 min 46 s \| \| |                       |                                    |                 |
| |                       |                                    |                 |
| Fuentes: ProCyclingStats Cycling Quotient |                       |                                    |                 |
| Clasificación general |                       |                                    |                 |
| Ciclista | Ciclista              | Equipo                             | Tiempo          |
| 1.ª | Elisa Longo Borghini  | Trek-Segafredo                     | 3 h 43 min 29 s |
| 2.ª | Marianne Vos          | Jumbo-Visma Women Team             | + 1 min 42 s    |
| 3.ª | Cecilie Uttrup Ludwig | FDJ-Nouvelle Aquitaine-Futuroscope | + 1 min 42 s    |
| 4.ª | Katarzyna Niewiadoma  | Canyon-SRAM Racing                 | + 1 min 42 s    |
| 5.ª | Soraya Paladin        | Liv Racing                         | + 1 min 42 s    |
| 6.ª | Mavi García           | Alé BTC Ljubljana                  | + 1 min 42 s    |
| 7.ª | Elisa Balsamo         | Valcar-Travel & Service            | + 2 min 46 s    |
| 8.ª | Sofia Bertizzolo      | Liv Racing                         | + 2 min 46 s    |
| 9.ª | Emilia Fahlin         | FDJ-Nouvelle Aquitaine-Futuroscope | + 2 min 46 s    |
| 10.ª | Floortje Mackaij      | Team DSM                           | + 2 min 46 s    |

## Ciclistas participantes y posiciones finales
Convenciones:
- AB: Abandonó
- FLT: Retiro por llegada fuera del límite de tiempo
- NTS: No tomó la salida
- DES: Descalificada o expulsada

## UCI World Ranking
El Trofeo Alfredo Binda-Comune di Cittiglio otorgó puntos para el UCI World Ranking Femenino y el UCI WorldTour Femenino para corredoras de los equipos en las categorías UCI WorldTeam Femenino y Continental Femenino. Las siguientes tablas muestran el baremo de puntuación y las 10 corredoras que obtuvieron más puntos:
| Posición   | 1.ª | 2.ª | 3.ª | 4.ª | 5.ª | 6.ª | 7.ª | 8.ª | 9.ª | 10.ª | 11.ª | 12.ª | 13.ª | 14.ª | 15.ª | 16.ª-20.ª | 21.ª-30.ª | 31.ª-40.ª |
| Puntuación | 400 | 320 | 260 | 220 | 180 | 140 | 120 | 100 | 80  | 68   | 56   | 48   | 40   | 32   | 28   | 24        | 16        | 8         |

| Clasificación |                       |                                    |        |
| Posición      | Ciclista              | Equipo                             | Puntos |
| ------------- | --------------------- | ---------------------------------- | ------ |
| 1.ª           | Elisa Longo Borghini  | Trek-Segafredo                     | 400    |
| 2.ª           | Marianne Vos          | Jumbo-Visma Women                  | 320    |
| 3.ª           | Cecilie Uttrup Ludwig | FDJ Nouvelle Aquitaine Futuroscope | 260    |
| 4.ª           | Katarzyna Niewiadoma  | Canyon SRAM Racing                 | 220    |
| 5.ª           | Soraya Paladin        | Liv Racing                         | 180    |
| 6.ª           | Mavi García           | Alé BTC Ljubljana                  | 140    |
| 7.ª           | Elisa Balsamo         | Valcar-Travel & Service            | 120    |
| 8.ª           | Sofia Bertizzolo      | Liv Racing                         | 100    |
| 9.ª           | Emilia Fahlin         | FDJ Nouvelle Aquitaine Futuroscope | 80     |
| 10.ª          | Floortje Mackaij      | DSM                                | 68     |